# Mallota zarudniana
Mallota zarudniana är en tvåvingeart som beskrevs av Stackelberg 1950. Mallota zarudniana ingår i släktet hålblomflugor, och familjen blomflugor.
Artens utbredningsområde är Iran. Inga underarter finns listade i Catalogue of Life.